# 張姝
張姝（1989年5月18日—），出生於中國吉林省長春市，中國大陸女歌手，畢業於吉林大學法學院。
2014年，張姝和她的樂隊在長春一個酒吧駐唱；同年，她被《中國好聲音》導演組發掘並邀請去上海試音。2015年，參加浙江衛視音乐选秀节目《中國好聲音第四季》，最终獲得庾澄慶組季軍以及全國總決賽第八名。
2016年，发行首张迷你专辑《机场的打火机》。